# Valdeacederas
Valdeacederas – stacja metra w Madrycie, na linii 1. Znajduje się w dzielnicy Tetuán, w Madrycie i zlokalizowana jest pomiędzy stacjami Plaza de Castilla i Tetuán (linia 1). Została otwarta 1 lutego 1961.